# Gobierno Regional de Cajamarca
El Gobierno Regional de Cajamarca es el órgano con personalidad jurídica de derecho público y patrimonio propio, que tiene a su cargo la administración superior del departamento de Cajamarca, Perú, y cuyo finalidad es el desarrollo social, cultural y económico. Tiene su sede en la capital regional, la ciudad de Cajamarca.
Está constituido por el Gobernador Regional y el  Consejo Regional.

## Gobernador regional
El órgano ejecutivo para la gestión 2019-2022 está conformado por:
- Gobernador Regional: Mesías Guevara Amasifuén (Acción Popular)
- Vicegobernador Regional: Angélica Bazán Chávarry (Acción Popular)

## Gerencia regional
- Gerente General Regional
- Gerencia Regional de Desarrollo Económico
- Gerencia Regional de Desarrollo Social
- Gerencia Regional de Infraestructura
- Gerencia Regional de Planeamiento, Presupuesto y Acondicionamiento Territorial
- Gerencia Regional de Recursos Naturales y Gestión del Medio Ambiente - RENAMA

## Consejo regional
| #  | Provincia                | Provincia   | Partido                          | Consejero                       |
| -- | ------------------------ | ----------- | -------------------------------- | ------------------------------- |
| 1  |                          | Cajabamba   | Alianza para el Progreso         | Martha Beatriz Martínez Merin   |
| 2  |                          | Cajamarca   | Frente Regional de Cajamarca     | María Cristina Chambizea Reyes  |
| 2  | Acción Popular           | Cajamarca   | Ludgerio Abanto Albarrán         |                                 |
| 2  | Alianza para el Progreso | Cajamarca   | Godo Manuel Vásquez Becerra      |                                 |
| 3  |                          | Celendín    | Alianza para el Progreso         | Milton Willams Becerra Terrones |
| 4  |                          | Chota       | Acción Popular                   | Edgar Marco Fernández Mego      |
| 4  | Alianza para el Progreso | Chota       | Oscar Sánchez Ruiz               |                                 |
| 5  |                          | Contumazá   | Alianza para el Progreso         | Ernesto Samuel Vigo Soriano     |
| 6  |                          | Cutervo     | Cajamarca Siempre Verde          | Jaime Terrones Pardo            |
| 7  |                          | Hualgayoc   | Alianza para el Progreso         | Gilberto Regalado Bustamante    |
| 8  |                          | Jaén        | Acción Popular                   | Fernando Tomás Fernández Damián |
| 8  | Alianza para el Progreso | Jaén        | Wincler Almanzor Delgado Monteza |                                 |
| 9  |                          | San Ignacio | Movimiento de Afirmación Social  | Antonio Córdova López           |
| 9  | Acción Popular           | San Ignacio | Joel Alex Campos Flores          |                                 |
| 9  | Cajamarca Siempre Verde  | San Ignacio | James Tirado Lara                |                                 |
| 10 |                          | San Marcos  | Alianza para el Progreso         | Ricardo Renán Carrera Ríos      |
| 11 |                          | San Miguel  | Alianza para el Progreso         | Guillermo Espinoza Rodas        |
| 12 |                          | San Pablo   | Alianza para el Progreso         | Iván Mikael Cáceres Vigo        |
| 13 |                          | Santa Cruz  | Cajamarca Siempre Verde          | Julio Franco Anchay Santa Cruz  |